# West Point (Iowa)
West Point è un comune degli Stati Uniti d'America, situato nello Stato dell'Iowa, nella contea di Lee.